# Fictonoba rufolactea
Fictonoba rufolactea är en snäckart som först beskrevs av Suter 1908.  Fictonoba rufolactea ingår i släktet Fictonoba och familjen Barleeidae. Inga underarter finns listade i Catalogue of Life.